# Herreriopsis elegans
Herreriopsis elegans H. Perrier – gatunek rośliny z monotypowego rodzaju Herreriopsis H. Perrier z rodziny szparagowatych. Występuje endemicznie wzdłuż brzegów rzek na Madagaskarze. 

## Morfologia
PokrójWieloletnie, kłączowe rośliny zielne.
PędWzniesiona, wijąca się łodyga.
LiścieLiście skupione w rozety wyrastające na krótkich, bocznych odgałęzieniach łodygi. Blaszki liściowe ostre, równowąsko-lancetowate, wielożyłkowe, z żyłkami zbieżnymi.
KwiatyZebrane od kilku do wielu w proste grono. Okwiat promienisty, żółty. U nasady listków zewnętrznego okółka obecne są kieszonkowate miodniki. Sześć pręcików położonych w dwóch okółkach, o nitkach wolnych, i pylnikach skierowanych do wewnątrz, pękających podłużnie. Zalążnia trójkomorowa, górna. W każdej komorze znajduje się wiele anatropowych zalążków. Szyjka słupka zakończona główkowatym, trójklapowanym znamieniem.
OwoceTrójwrębne torebki pękające przegrodowo, zawierające wiele spłaszczonych i oskrzydlonych, czarnych nasion.
Gatunki podobneOd występujących w Ameryce Południowej gatunków z rodzaju pomklica (Herreria) różni się występowaniem kieszonkowatych zgrubień u nasady zewnętrznych listków okwiatu oraz licznymi zalążkami w komorach zalążni.

## Systematyka
Pozycja systematycznaGatunek należy do monotypowego rodzaju Herreriopsis H. Perrier, który w systemach klasyfikacyjnych XXI wieku (m.in. system APG IV) włączony jest do plemienia Herrerieae w podrodzinie agawowych (Agavoideae) w obrębie rodziny szparagowatych (Asparagaceae).